# Herrarnas lättvikts-dubbelsculler i rodd vid olympiska sommarspelen 2012
Herrarnas lättvikts-dubbelsculler i rodd vid olympiska sommarspelen 2012 avgjordes mellan den 29 juli och 4 augusti 2012.

## Medaljörer
| Gren                    | Guld                                       | Silver                                  | Brons                              |
| Lättvikts-dubbelsculler | Danmark Mads Rasmussen Rasmus Quist Hansen | Storbritannien Zac Purchase Mark Hunter | Nya Zeeland Storm Uru Peter Taylor |

## Resultat

### Heat 1
| Placering | Roddare                      | Land     | Tid     | Noteringar |
| --------- | ---------------------------- | -------- | ------- | ---------- |
| 1         | Pietro Ruta Elia Luini       | Italien  | 6:35.72 | Q          |
| 2         | Pedro Fraga Nuno Mendes      | Portugal | 6:37.91 | Q          |
| 3         | Douglas Vandor Morgan Jarvis | Kanada   | 6:42.59 | R          |
| 4         | Sandeep Kumar Manjeet Singh  | Indien   | 6:56.60 | R          |
| 5         | Mohamed Nofel Omar Emira     | Egypten  | 6:59.57 | R          |

### Heat 2
| Placering | Roddare                         | Land           | Tid     | Noteringar |
| --------- | ------------------------------- | -------------- | ------- | ---------- |
| 1         | Zac Purchase Mark Hunter        | Storbritannien | 6:36.29 | Q          |
| 2         | Storm Uru Peter Taylor          | Nya Zeeland    | 6:37.02 | Q          |
| 3         | Roderick Chisholm Thomas Gibson | Australien     | 6:47.33 | R          |
| 4         | Zhang Fangbing Sun Jie          | Kina           | 6:57.67 | R          |
| 5         | Mario Cejas Miguel Mayol        | Argentina      | 7:01.76 | R          |

### Heat 3
| Placering | Roddare                                  | Land     | Tid     | Noteringar |
| --------- | ---------------------------------------- | -------- | ------- | ---------- |
| 1         | Mads Rasmussen Rasmus Quist Hansen       | Danmark  | 6:33.11 | Q          |
| 2         | Kristoffer Brun Are Strandli             | Norge    | 6:34.00 | Q          |
| 3         | Manuel Suarez Barrios Yunior Perez       | Kuba     | 6:36.31 | R          |
| 4         | Zsolt Hirling Tamás Varga                | Ungern   | 6:36.90 | R          |
| 5         | Eleftherios Konsolas Panagiotis Magdanis | Grekland | 6:42.13 | R          |

### Heat 4
| Placering | Roddare                           | Land      | Tid     | Noteringar |
| --------- | --------------------------------- | --------- | ------- | ---------- |
| 1         | Stany Delayre Jeremie Azou        | Frankrike | 6:40.89 | Q          |
| 2         | Linus Lichtschlag Lars Hartig     | Tyskland  | 6:49.44 | Q          |
| 3         | Kazushige Ura Daisaku Takeda      | Japan     | 6:54.01 | R          |
| 4         | Rodolfo Collazo Emiliano Dumestre | Uruguay   | 6:58.63 | R          |
| 5         | Leung Chun Shek Lok Kwan Hoi      | Hongkong  | 6:59.52 | R          |

## Återkval

### Återkval 1
| Placering | Roddare                                  | Land       | Tid     | Noteringar |
| --------- | ---------------------------------------- | ---------- | ------- | ---------- |
| 1         | Eleftherios Konsolas Panagiotis Magdanis | Grekland   | 6:31.13 | Q          |
| 2         | Zsolt Hirling Tamás Varga                | Ungern     | 6:32.31 | Q          |
| 3         | Roderick Chisholm Thomas Gibson          | Australien | 6:34.29 |            |
| 4         | Douglas Vandor Morgan Jarvis             | Kanada     | 6:36.03 |            |
| 5         | Rodolfo Collazo Emiliano Dumestre        | Uruguay    | 6:51.67 |            |
| 6         | Mohamed Nofel Omar Emira                 | Egypten    | 6:57.06 |            |

### Återkval 2
| Placering | Roddare                            | Land      | Tid     | Noteringar |
| --------- | ---------------------------------- | --------- | ------- | ---------- |
| 1         | Manuel Suarez Barrios Yunior Perez | Kuba      | 6:37.04 | Q          |
| 2         | Kazushige Ura Daisaku Takeda       | Japan     | 6:39.81 | Q          |
| 3         | Zhang Fangbing Sun Jie             | Kina      | 6:40.12 |            |
| 4         | Leung Chun Shek Lok Kwan Hoi       | Hongkong  | 6:47.04 |            |
| 5         | Mario Cejas Miguel Mayol           | Argentina | 6:48.21 |            |
| 6         | Sandeep Kumar Manjeet Singh        | Indien    | 6:54.20 |            |

## Semifinaler

### Semifinaler C/D

#### Semifinal 1
| Placering | Roddare                         | Land       | Tid     | Noteringar |
| --------- | ------------------------------- | ---------- | ------- | ---------- |
| 1         | Roderick Chisholm Thomas Gibson | Australien | 7:06.24 | Q          |
| 2         | Mario Cejas Miguel Mayol        | Argentina  | 7:06.24 | Q          |
| 3         | Leung Chun Shek Lok Kwan Hoi    | Hongkong   | 7:13.67 | Q          |
| 4         | Mohamed Nofel Omar Emira        | Egypten    | 7:19.29 |            |

#### Semifinal 2
| Placering | Roddare                           | Land    | Tid     | Noteringar |
| --------- | --------------------------------- | ------- | ------- | ---------- |
| 1         | Douglas Vandor Morgan Jarvis      | Kanada  | 7:02.85 | Q          |
| 2         | Zhang Fangbing Sun Jie            | Kina    | 7:09.39 | Q          |
| 3         | Rodolfo Collazo Emiliano Dumestre | Uruguay | 7:11.20 | Q          |
| 4         | Sandeep Kumar Manjeet Singh       | Indien  | 7:19.31 |            |

### Semifinaler A/B

#### Semifinal 1
| Placering | Roddare                                  | Land        | Tid     | Noteringar |
| --------- | ---------------------------------------- | ----------- | ------- | ---------- |
| 1         | Mads Rasmussen Rasmus Quist Hansen       | Danmark     | 6:33.25 | Q          |
| 2         | Storm Uru Peter Taylor                   | Nya Zeeland | 6:36.71 | Q          |
| 3         | Linus Lichtschlag Lars Hartig            | Tyskland    | 6:37.44 | Q          |
| 4         | Eleftherios Konsolas Panagiotis Magdanis | Grekland    | 6:40.89 |            |
| 5         | Pietro Ruta Elia Luini                   | Italien     | 6:41.17 |            |
| 6         | Kazushige Ura Daisaku Takeda             | Japan       | 6:48.61 |            |

#### Semifinal 2
| Placering | Roddare                            | Land           | Tid     | Noteringar |
| --------- | ---------------------------------- | -------------- | ------- | ---------- |
| 1         | Zac Purchase Mark Hunter           | Storbritannien | 6:36.62 | Q          |
| 2         | Stany Delayre Jeremie Azou         | Frankrike      | 6:37.29 | Q          |
| 3         | Pedro Fraga Nuno Mendes            | Portugal       | 6:37.99 | Q          |
| 4         | Kristoffer Brun Are Strandli       | Norge          | 6:39.59 |            |
| 5         | Zsolt Hirling Tamás Varga          | Ungern         | 6:42.81 |            |
| 6         | Manuel Suarez Barrios Yunior Perez | Kuba           | 6:52.26 |            |

## Finaler

### Final D
| Placering | Roddare                     | Land    | Tid     | Noteringar |
| --------- | --------------------------- | ------- | ------- | ---------- |
| 1         | Sandeep Kumar Manjeet Singh | Indien  | 7:08.39 |            |
| 2         | Mohamed Nofel Omar Emira    | Egypten | 7:12.79 |            |

### Final C
| Placering | Roddare                           | Land       | Tid     | Noteringar |
| --------- | --------------------------------- | ---------- | ------- | ---------- |
| 1         | Roderick Chisholm Thomas Gibson   | Australien | 6:44.40 |            |
| 2         | Douglas Vandor Morgan Jarvis      | Kanada     | 6:46.62 |            |
| 3         | Zhang Fangbing Sun Jie            | Kina       | 6:49.39 |            |
| 4         | Rodolfo Collazo Emiliano Dumestre | Uruguay    | 6:51.94 |            |
| 5         | Mario Cejas Miguel Mayol          | Argentina  | 6:53.71 |            |
| 6         | Leung Chun Shek Lok Kwan Hoi      | Hongkong   | 7:00.01 |            |

### Final B
| Placering | Roddare                                     | Land     | Tid     | Noteringar |
| --------- | ------------------------------------------- | -------- | ------- | ---------- |
| 1         | Pietro Ruta Elia Luini                      | Italien  | 6:29.92 |            |
| 2         | Eleftherios Konsolas Panagiotis Magdanis    | Grekland | 6:31.71 |            |
| 3         | Kristoffer Brun Are Strandli                | Norge    | 6:32.82 |            |
| 4         | Manuel Suarez Barrios Yunior Perez Aguilera | Kuba     | 6:34.96 |            |
| 5         | Zsolt Hirling Tamas Varga                   | Ungern   | 6:39.98 |            |
| 6         | Kazusige Ura Daisaku Takeda                 | Japan    | 6:48.27 |            |

### Final A

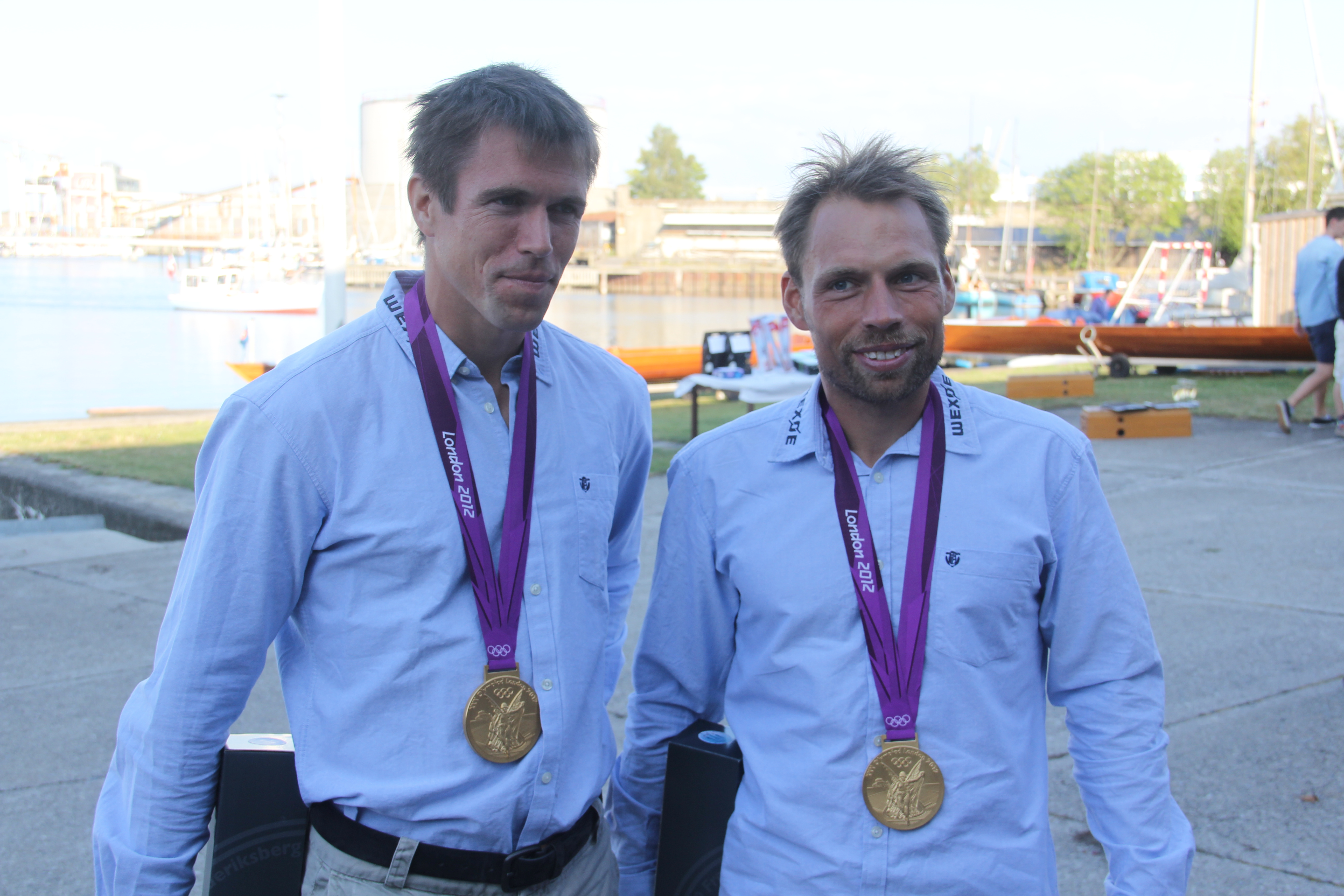
Vinnarna Rasmussen och Quist.

| Placering | Roddare                            | Land           | Tid     | Noteringar |
| --------- | ---------------------------------- | -------------- | ------- | ---------- |
| 1         | Mads Rasmussen Rasmus Quist Hansen | Danmark        | 6:37.17 |            |
| 2         | Zac Purchase Mark Hunter           | Storbritannien | 6:37.78 |            |
| 3         | Storm Uru Peter Taylor             | Nya Zeeland    | 6:40.86 |            |
| 4         | Stany Delayre Jeremie Azou         | Frankrike      | 6:42.69 |            |
| 5         | Pedro Fraga Nuno Mendes            | Portugal       | 6:44.80 |            |
| 6         | Linus Lichtschlag Lars Hartig      | Tyskland       | 6:49.07 |            |